# Michelle Lang
Michelle Lang (* 31. Januar 1975 in Vancouver; † 30. Dezember 2009 in Kandahar, Afghanistan) war eine kanadische Journalistin, die beim Calgary Herald angestellt war. Sie war die erste kanadische Journalistin, die im Krieg in Afghanistan getötet wurde. 
Lang wuchs in Vancouver auf. Sie arbeitete bei der Prince George Free Press und der Regina Leader-Post, bis sie nach Calgary zog, um beim Herald zu arbeiten. 2008 gewann sie den National Newspaper Award der Canadian Newspaper Association in der Kategorie Beat Reporting für ihre Berichterstattung über Gesundheit und Medizin. Während eines sechswöchigen Korrespondenten-Einsatzes in Afghanistan fuhr sie in einem gepanzerten Militärfahrzeug der kanadischen Streitkräfte auf einer Kontrollfahrt im Süden Kandahars mit. Ein Sprengsatz explodierte neben dem Fahrzeug und tötete sie sowie vier kanadische Soldaten.